# Marc Hoffmann
Marc Hoffmann (* 1. August 1973 in Plettenberg) ist ein deutscher Sexualstraftäter und Doppelmörder. Er wurde im Juni 2005 wegen  sexuellen Missbrauchs und der Ermordung von zwei Kindern zu einer lebenslangen Freiheitsstrafe mit anschließender Sicherungsverwahrung verurteilt. Es kann zudem nicht ausgeschlossen werden, dass Hoffmann für weitere, bis heute ungeklärte Sexualstraftaten und Morde verantwortlich ist.

## Leben

### Kindheit und Jugend
Marc Hoffmann wurde als Sohn eines ehemaligen Seemannes und einer Krankenschwester in Plettenberg im Sauerland geboren. Er wuchs als Einzelkind zunächst in Plettenberg auf, bevor die Familie 1980 in das kleine Dorf Nuttmecke bei Attendorn umzog, wo er und seine Eltern fortan mit seinen Großeltern ein gemeinsames Haus bewohnten.
Hoffmann war während seiner Schulzeit aufgrund seines starken Übergewichts, seiner X-Beine und einer Sprechstörung den Hänseleien durch Mitschüler ausgesetzt und wurde zum Außenseiter.
Nach Beendigung der Grundschule besuchte Hoffmann die Hauptschule. Seine schulischen Leistungen waren unterdurchschnittlich, weswegen er sowohl in der Grundschule als auch in der Hauptschule jeweils eine Klasse wiederholen musste. Im Alter von 16 Jahren brach Hoffmann die Hauptschule nach Vollendung der achten Klasse ab.

### Erwachsenenalter
Hoffmann war nach Abbruch seiner Schullaufbahn drei Jahre lang arbeitslos, ab 1992 war er elf Monate lang als Wärter beim Attendorner Bauhof beschäftigt. Seine Freizeit verbrachte Hoffmann zunehmend mit dem Spielen von Ego-Shootern. Außerdem entwickelte er um diese Zeit eine Vorliebe für Gewalt- und Horrorfilme. Hoffmann entdeckte seine sadistische Neigung und begann, Frösche und Mäuse, die er selbst fing, zu quälen und zu töten.
1993 leistete Hoffmann seinen Wehrdienst bei der Bundeswehr. Nach der Beendigung des Wehrdienstes kehrte Hoffmann nach Nuttmecke zurück, wo er zeitweilig in der lokalen Neonazi-Szene aktiv wurde, jedoch nur ein Mitläufer blieb. Im Alter von 20 Jahren hatte er eine Beziehung mit einer jungen Frau aus einem Nachbarort, die 1994 eine von ihm stammende Tochter zur Welt brachte.
Versuchte Vergewaltigungen und Anklagen
Im Februar des Jahres 1994 trat Hoffmann das erste Mal als Sexualstraftäter in Erscheinung, als er eine 17-jährige Anhalterin in einem abgelegenen Waldstück vergewaltigen wollte. Weil Hoffmann geständig war und außerdem bis dahin keinerlei Vorstrafen hatte, wurde ihm im Zuge des folgenden Gerichtsprozesses eine „positive Sozialprognose“ bescheinigt, so dass die zweijährige Haftstrafe zur Bewährung ausgesetzt wurde. Seine Freundin trennte sich aber infolge des Prozesses von ihm.
1995 zog Hoffmann zusammen mit seinen Eltern und Großeltern von Nuttmecke nach Bremerhaven. Seine Tochter nahm er mit. Kurze Zeit nach dem Umzug starb der Vater an der Creutzfeldt-Jakob-Krankheit. Nach dem Tod des Vaters begann Hoffmann eine Ausbildung zum Gas- und Wasserinstallateur. Er konnte jedoch die Abschlussprüfung zweimal nicht bestehen und brach die Ausbildung daraufhin ab. Danach arbeitete Hoffmann fünf Jahre für das Deutsche Rote Kreuz als Sanitäter bei Großveranstaltungen. Während dieser Zeit lernte er seine spätere Ehefrau kennen, die er bald darauf heiratete.
Ab dem Jahr 2000 arbeitete Hoffmann für eine Sicherheitsfirma in Bremerhaven, für die er in Bussen Fahrkarten kontrollierte. Während dieser Zeit wurde Hoffmann der Vergewaltigung einer 17-Jährigen beschuldigt, die er während seiner beruflichen Tätigkeit in einem Bus kennengelernt haben soll. Dieses Verfahren wurde aber mangels Beweisen eingestellt.
2002 brachte seine Ehefrau eine gemeinsame Tochter zur Welt. Die Ehe geriet in eine Krise, da ihn seine Ehefrau der Untreue verdächtigte. Hoffmann hatte seit jeher eine große Leidenschaft dafür, ziellos mit dem Auto über längere Strecken umherzufahren, mutmaßlich um emotionale Spannungen abzubauen. Deshalb beklagte sich seine Ehefrau auch vermehrt über die monatlich sehr hohen Benzinausgaben. Außerdem verdächtigte sie ihren Mann, regelmäßig den „Baby-Straßenstrich“ Bremerhavens aufzusuchen.
Im Juni 2003 verlor Hoffmann seine Anstellung bei der Bremerhavener Sicherheitsfirma und war von da an arbeitslos, was sein zielloses Umherfahren noch verstärkte. Seine Ehefrau trennte sich im Frühjahr 2004 von ihm und zog mit der gemeinsamen Tochter aus der Wohnung aus, während Hoffmann zusammen mit seiner älteren Tochter dort zurückblieb.

## Morde
Am 6. Mai 2004 traf Hoffmann im Cuxhavener Stadtteil Altenwalde zufällig auf die vor ihrem Elternhaus wartende achtjährige Levke S., als er ziellos mit seinem Auto umherfuhr. Er lockte das Mädchen mit falschen Behauptungen in sein Auto und verschleppte es in ein Waldstück, wo er sich an dem Kind sexuell verging und es anschließend mit einem Kabelbinder erdrosselte. Nach der Ermordung des Mädchens bettete Hoffmann den Leichnam mehrmals um, bevor er in unmittelbarer Nähe zu seinem Heimatort Attendorn ein sicheres Versteck für die sterblichen Überreste gefunden zu haben glaubte. Die inzwischen skelettierte Leiche von Levke wurde Ende August 2004 von einer Pilzsammlerin entdeckt.
Unbeeindruckt von der nun einsetzenden  Großfahndung nach Levkes Mörder suchte Hoffmann offenbar weiterhin nach neuen Opfern. Am 30. Oktober 2004 traf er während einer seiner ziellosen Rundfahrten auf den achtjährigen Felix W. aus Neu Ebersdorf im Landkreis Rotenburg, der mit seinem Fahrrad unterwegs war. Analog zu Levke lockte Hoffmann den Jungen in sein Auto und fuhr in einen Wald. Nachdem er das Einsetzen der Dunkelheit abgewartet hatte, verging sich Hoffmann an dem Kind. Daraufhin erwürgte er den Jungen mit bloßen Händen und warf die Leiche in den Fluss Geeste bei Bremerhaven. Die Leiche wurde erst am 7. Januar nach einem entsprechenden Hinweis des inzwischen verhafteten und geständigen Marc Hoffmann von Polizeitauchern „als Paket verschnürt“ in dem Fluss gefunden.

## Festnahme, Prozess und Verurteilung
Marc Hoffmann wurde am Abend des 8. Dezember 2004 im Zusammenhang mit den Morden an Levke und Felix verhaftet. Noch am gleichen Tag gestand er den Mord an Levke. Am 7. Januar 2005 bekannte er sich zudem über seine Anwälte zur Ermordung von Felix. Am 9. Mai 2005 wurde der Prozess gegen Hoffmann vor dem Landgericht Stade eröffnet.
Die Familie von Levke trat im Prozess als Nebenkläger auf. Hoffmann schwieg während des gesamten Prozesses. Sämtliche Äußerungen seinerseits wurden von seinen Anwälten verlesen.
Am 29. Juni 2005 verurteilte das Landgericht Stade Marc Hoffmann für die Ermordung und den sexuellen Missbrauch der beiden Kinder zu einer lebenslangen Freiheitsstrafe. Weil darüber hinaus eine besondere Schwere der Schuld festgestellt wurde, wurde für Hoffmann außerdem eine anschließende Sicherungsverwahrung angeordnet. Somit ist es möglich, dass Marc Hoffmann das Gefängnis nie wieder verlassen wird.
Der Vorsitzende der Schwurgerichtskammer, Berend Appelkamp, begründete das Urteil damit, dass Hoffmann „anderen unvorstellbares Leid zugefügt“ habe. Hoffmann nahm das Urteil ohne erkennbare Regung auf.
Marc Hoffmann verbüßt seine lebenslange Freiheitsstrafe derzeit in der Justizvollzugsanstalt Oldenburg.

## Persönlichkeit
Aufgrund des von Zeitzeugen als sehr resolut beschriebenen Charakters seiner Mutter, die ihn „wie ein rohes Ei“ behandelt haben soll, wird Hoffmann heute rückblickend vermehrt als Muttersöhnchen betrachtet. Zeitzeugen beschreiben ihn zudem meist als einen wenig intelligenten „Grobian“ mit geringem Einfühlungsvermögen.
Hinsichtlich erster sexueller Erfahrungen wird Hoffmann als „Spätzünder“ angesehen, zumal er in seinen Jugendjahren im Gegensatz zu Gleichaltrigen kaum Bindungen zum anderen Geschlecht herstellen konnte. Die Tatsache, dass Hoffmann mit nur einem Hoden geboren wurde, war sicher ein wesentlicher Grund für seine Hemmungen. In diesem Zusammenhang konsumierte er als Heranwachsender zunehmend Pornographie.
Im Zuge von nach seiner Verhaftung angefertigten Gutachten wurde Marc Hoffmann als „nicht psychisch krank“ und demnach als „voll schuldfähig“ eingestuft. Laut dieser Gutachten ist Hoffmann außerdem weder  sadistisch veranlagt noch pädophil. Diesbezüglich kamen die Gutachter zu der Erkenntnis, dass sich Hoffmann vor allem deshalb an Kindern vergangen habe, weil diese für ihn vergleichsweise einfache Opfer darstellten. Außerdem wurde Hoffmann im Verlauf des Prozesses ein „massiver Mangel an Emotionalität und Mitgefühl“ attestiert.

## Mögliche weitere Verbrechen Hoffmanns
Im Hinblick auf eventuelle weitere von Marc Hoffmann verübte Verbrechen wurde und wird bis heute insbesondere die nach wie vor ungeklärte Ermordung der 10-jährigen Adelina in Bremen vom Juni 2001 in Betracht gezogen. Diesbezüglich wurde der mittlerweile zu lebenslanger Haft verurteilte Marc Hoffmann im September 2005 von  Beamten zur Fundstelle der Leiche des Mädchens geführt. Durch diese Maßnahme sollte Hoffmann dazu bewegt werden, auch den Mord an Adelina zu gestehen. Das tat er nicht, soll jedoch gegenüber einem Mithäftling behauptet haben, dass er der Täter gewesen sei.
Des Weiteren soll Hoffmann gegenüber einem Mitgefangenen sechs weitere sexuell motivierte Morde gestanden haben. Laut Medienberichten handelt es sich um zwei Kinder in Ostdeutschland, zwei Anhalterinnen und zwei ältere Frauen. Hoffmann gab später an, dass er dem Mithäftling dies zwar erzählt habe, jedoch alles frei erfunden gewesen sei.
Auch der viele Jahre ungeklärte Mord an der achtjährigen Johanna Bohnacker aus Ranstadt-Bobenhausen in Hessen, die am 2. September 1999 verschwand und sieben Monate später tot gefunden wurde, stand zu Anfang mit Marc Hoffmann in Verbindung. 2017 wurde ein teilgeständiger Tatverdächtiger festgenommen, der 2018 zu einer rechtskräftig gewordenen lebenslangen Freiheitsstrafe verurteilt wurde. Hoffmann scheidet als Täter somit aus.
Während seiner Untersuchungshaft soll Marc Hoffmann gegenüber Beamten die Ermordung einer alten Frau in seinem Heimatdorf angedeutet haben. Weil 1994 in Attendorn tatsächlich eine 86-jährige Frau spurlos verschwand, wird Hoffmann bis heute auch mit diesem bisher ungeklärten Kriminalfall in Verbindung gebracht.
Marc Hoffmann wurde außerdem vermehrt mit den sogenannten Schullandheim-Morden in Verbindung gebracht, die lange Zeit ungeklärt blieben. Diese konnten aber 2011 einem anderen Täter zugeordnet werden.
Im Gefängnis in Oldenburg gestand Marc Hoffmann gegenüber einem Gutachter zudem die Vergewaltigung von zwei Frauen.

## Sonstiges
Laut Polizei stellt im Fall von Marc Hoffmann die Tatsache, dass er sowohl Mädchen als auch Jungen als Opfer wählte, eine kriminalistische Besonderheit dar.
Den in den Mordfällen von Levke und Felix ermittelnden Behörden wurden nach der Festnahme Hoffmanns Ermittlungspannen vorgeworfen. So sollen schon rund sieben Wochen vor der Ermordung von Felix stichhaltige Hinweise auf die Täterschaft Hoffmanns im Fall von Levke vorgelegen haben. Jedoch sollen dementsprechende Zeugenaussagen nicht hinreichend beachtet worden sein. Die Polizei wies seinerzeit derartige Vorwürfe zurück.
Im Mai 2010 räumte der ehemalige Sprecher der Sonderkommission Levke, Günter König-Kruse, gegenüber der Nordsee-Zeitung ein, dass Hoffmann am 13., 16. und 29. Juni auf den Parkplatz, an dem er Levkes Schulranzen und Jacke weggeworfen hatte, zurückgekehrt war und dabei von durch die Polizei positionierten Videokameras gefilmt wurde. Dies war rund vier Monate vor dem Verschwinden von Felix. Jedoch soll es wegen dieser Videoaufzeichnungen erst am 23. November zu einem Aktenvermerk gekommen sein, also gut drei Wochen nach dem Tod von Felix. Darüber hinaus soll eine langjährige Bekannte Hoffmanns im Rahmen einer Silberhochzeit bereits am 7. September einen dort anwesenden Polizisten mit ihrem Verdacht konfrontiert haben, dass es sich bei Levkes Mörder um Hoffmann handeln könnte. Am Tag darauf habe sie dann eine offizielle Aussage bei der Polizei gemacht, zumal sie auch von Hoffmanns Vorstrafe wegen Vergewaltigung wusste. Die Sonderkommission bestätigte keines dieser an die Öffentlichkeit geratenen Details.